# Gobiobotia kolleri
Gobiobotia kolleri és una espècie de peix cipriniforme de la família dels ciprínids que es troba a la Xina (Hainan) i el Vietnam.